# Пенн и Теллер
Пенн и Теллер (англ. Penn & Teller) — дуэт американских иллюзионистов Пенна Джиллетта и Теллера, которые начали выступать вместе в конце 70-х. Наиболее известны своими многочисленными выступлениями на сцене и телевидении. В наше время их шоу является смесью юмора и фокусов. В выступлениях Пенн является сказителем, в то время как Теллер обычно не говорит вообще, хотя иногда можно услышать его голос или фразу. Они специализируются на большом количестве различных трюков, розыгрышей, а также разоблачении мошенничества. В последние годы дуэт стал ассоциироваться с атеизмом, научным скептицизмом и либертарианством, в частности из-за телешоу Пенн и Теллер: Чушь собачья!.

## Карьера
Пенн и Теллер познакомились 10 апреля 1974 года благодаря своему общему другу Уэйру Крисмеру. Их первое общее выступление состоялось на фестивале Ренессанса в Миннесоте19 августа 1975 года. Они стали выступать в качестве трио, известного как «Asparagus Valley Cultural Society». В 1981 году Пенн и Теллер отделились от Крисмера и стали выступать в качестве дуэта иллюзионистов.
К 1985 году Пенн и Теллер уже получили множество позитивных отзывов за своё Офф-Бродвей шоу, а также премию Эмми за специальный выпуск Penn & Teller Go Public на PBS. В 1987 году они начали выступать в Бродвейском театре. До первой половины 1990-х годов дуэт появлялся во множестве популярных телевизионных шоу, таких как Late Night with David Letterman, Saturday Night Live, The Tonight Show with Jay Leno, Late Night with Conan O'Brien, Today, а также многих других.
Пенн и Теллер получили множество позитивных отзывов от критиков за свои национальные гастроли в течение 90-х годов. Дуэт также появился в научно-фантастическом телесериале «Вавилон-5» в роли комедиантов в эпизоде День мёртвых. Появились в двух эпизодах телесериала Шоу Дрю Кэри в роли Фенна и Геллера, в нескольких эпизодах телеигры Hollywood Squares с 1998 по 2004 год, а также множестве других телешоу и сериалах. В мультсериале «Симпсоны», эпизодах Hello Gutter, Hello Fadder и The Great Simpsina, а также в полнометражном мультфильме «Футурама: В дикие зелёные дали» появляются в качестве камео. В музыкальном видеоклипе 1987 года It's Tricky американской хип-хоп группы Run-D.M.C. иллюзионисты изображают мошенников; в клипе 2009 года Waking Up in Vegas американской певицы Кэти Перри Пенна и Теллера выгоняют из номера в гостинице Лас-Вегаса.
С 2003 по 2010 год на телеканале Showtime выходило шоу «Пенн и Теллер: Чушь собачья!», в котором они показывают скептическое отношение к различным экстрасенсам, религиям, псевдонаукам, теориям заговоров и паранормальной активности. В шоу также критикуются многие «привычные» для людей вещи, такие как война против наркотиков, экологические проблемы, контроль оружия, фэншуй, различные организации вроде PETA и Гринпис.
С 5 октября по 9 ноября 2011 года на Discovery Channel выходило их шоу «Пенн и Теллер, правда и ложь».
В январе 2011 года на британском канале ITV состоялась премьера шоу «Кто обманет Пенна и Теллера?», которое выходило до августа 2011 года. В 2015 году шоу было возобновлено на американском канале The CW и выходит до сих пор (по состоянию на начало 2021 года). Фокусники со всего мира пытаются удивить Пенна и Теллера, и, если те не могут разгадать секрет трюка, получают специальную награду.
Пенн и Теллер проявляли поддержу общественному движению натуралистического мировоззрения Brights. Согласно статье в ежемесячном журнале Wired, они иногда подписывают автографы, где вместо своей подписи пишут «Бога нет» («there is no God»); в различных интервью говорят, что религия — это грязь; считают, что фокусникам следует быть скептиками от природы и они следуют традициям Гарри Гудини, который высмеивал спиритизм.

## Отношения вне сцены
В интервью для социального новостного сайта «reddit» Пенн Джиллетт ответил на 10 вопросов от сотрудников сайта; Пенн участвовал в видеоинтервью Big Think, где рассказал об их взаимоотношениях. Они имеют несколько общих интересов и являются близкими друзьями — дети Пенна воспринимают Теллера как близкого родственника. Джиллетт утверждает, что в отличие от таких известных дуэтов, как Дин Мартин и Джерри Льюис, Джон Леннон и Пол Маккартни, которые основаны на глубокой привязанности друг к другу, их деловые отношения и дружба построены на взаимном уважении.

## Награды
В 2001 году дуэт получил награду Хью Хефнера «Hugh M. Hefner First Amendment Award». 5 апреля 2013 года они были награждены 2494-й звездой славы на голивудской «Алее славы» за свои достижения на протяжении всей карьеры длительностью в более чем 35 лет совместных выступлений. Их звезда находится недалеко от звезды знаменитого американского иллюзиониста Гарри Гудини, а также вниз по улице от Магического замка.

## Фильмография

### Книги
- Penn & Teller’s How to Play in Traffic (1997, ISBN 1-57297-293-9)
- Penn & Teller’s How to Play with Your Food (1992, ISBN 0-679-74311-1)
- Penn & Teller’s Cruel Tricks for Dear Friends (1989, ISBN 0-394-75351-8)

## Другое

### Видеоигры
- Penn & Teller’s Smoke and Mirrors (не выпущена, выпуск планировался к 1995)[13]